# شام آخر (فیلم ۲۰۰۶)
«شام آخر» (انگلیسی: The Last Supper (2006 film)) یک فیلم است که در سال ۲۰۰۶ منتشر شد. از بازیگران آن می‌توان به الیزا دوشکوه اشاره کرد.